# Pequena Marve

Grande Coração e Transoxiana no século VIII

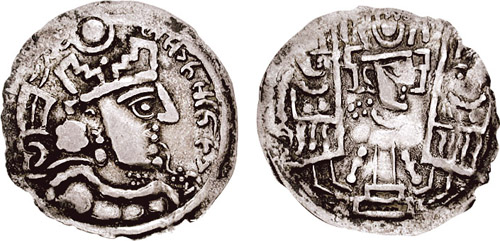
Dracma de r.

Marve sobre o rio (em persa: مروالرود‎‎; em árabe: مرو الروذ; romaniz.: Marw al-Rudh), ou Pequena Marve (Marw-i Kuchik) para distingui-la da vizinha Grande Marve (Marw al-Shahijan), foi um assentamento medieval no Grande Coração. Estava localizada próximo do moderno assentamento afegão de Bala Murgabe, no sítio onde o rio Murgabe deixa as montanhas do Garchistão ou Garjistão e entra nas estepes do deserto de Caracum. O assentamento moderno de Maruchaque (Maruchak) ou Pequena Marve, embora nomeado em homenagem à cidade medieval, parece ser apenas o sítio dum antigo subúrbio dela, chamado Cáceri-Anafe (Qasr-i Ahnaf)
A cidade já existia nos tempos pré-islâmicos, com sua fundação sendo atribuída ao xá sassânida Vararanes V (r. 420–438). Seu nome original em persa era Marvirote (Merote em armênio), que sobreviveu nos nisbas árabes posteriores de Almarvarrudi (al-Marwarrudhi) e Almarrudi (al-Marrudhi). Um bispado nestoriano é atestado ali em 533, e em 652, durante a conquista muçulmana da Pérsia, o governador local Badã submeteu-se aos muçulmanos e tornou-se um governante cliente.
O geógrafos do Califado Abássida relatam que a cidade era centro duma florescente região agrícola, com alguns subúrbios dependentes como Cáceri-Anafe. Segundo Mocadaci, que escreveu em ca. 980, os locais ascendiam do povo de Garchistão e a cidade era dependente dos governantes, ou xires (shir), do Garchistão. Ela continuou a florescer sob o Império Seljúcida, quando o sultão seljúcida Amade Sanjar construir uma nova muralha, cerca de 5 000 passos de circunferência. A cidade e a área circundante sofreu durante os conflitos constantes entre o Império Corásmio e o Império Gúrida no final do século XII, e uma batalha foi travada ali entre o governante gúrida Guiatadim Maomé (r. 1163–1202) e seu rival Sultão Xá (r. 1172–1193) em 1190. Embora a cidade parece ter escapado da destruição de Grande Marve pelo Império Mongol, caiu em ruínas sob o Império Timúrida e foi consideravelmente abandonada.